# 정보 시스템 협회
정보 시스템 협회(Association for Information Systems, AIS)는 1994년에 설립된 정보 시스템 학자들을 위한 국제 비영리 전문 협회이다. 이 협회는 저널을 출판하고 컨퍼런스를 조직하며 정보 시스템 교수 및 관리자를 위한 포럼을 제공한다. 100개국 이상에 회원이 있다.
이 협회는 매년 세계 3개 지역(미주, 유럽, 아프리카, 아시아 태평양) 중 한 곳에서 교대로 선출되는 회장이 이끌고 있다. 운영 위원회는 선출된 기능 부회장과 세계 3개 지역에서 선출된 기타 임원 및 위원회 구성원으로 구성된다.
협회는 IS 연구원, 교육자 및 학생을 위한 4개의 연례 회의를 조직한다. 정보 시스템에 관한 국제 회의(ICIS)는 세 세계 지역을 번갈아 가며, 세 지역 회의는 아메리카 정보 시스템 회의(AMCIS), 유럽 회의 정보 시스템(ECIS) 및 태평양 아시아 정보 시스템 회의(PACIS)이다.